# 正力源一郎
正力 源一郎（しょうりき げんいちろう、1963年（昭和38年）11月23日 - ）は、日本のジャーナリスト、実業家。テレビ新潟放送網代表取締役社長、読売新聞グループ本社個人株主。

## 略歴
- 1970年3月 松濤幼稚園 卒園。
- 1970年4月 - 1976年3月 慶應義塾幼稚舎（小学校）入学・卒業。
- 1976年4月 - 1979年3月 慶應義塾普通部（中学校）入学・卒業。
- 1979年4月 - 1982年3月 慶應義塾高等学校 入学・卒業。
- 1982年4月 - 1986年3月 慶應義塾大学法学部法律学科 入学・卒業。
- 1986年4月 日本テレビ放送網入社[1][2]。報道局の記者として、社会部に4年、経済部に5年、配属後、『報道特捜プロジェクト』ディレクター。
- 1998年2月 CS放送「NNN24 NTV NONSTOP NEWS」に参画。
- 2002年6月 BS日本 編成部長。
- 2011年7月 日本テレビ放送網 コンテンツ事業局マルチユースセンター有料放送事業部長[1][2]。
- 2012年6月 日本テレビ放送網 報道局経済部長[1][2]。
- 2014年6月 CS日本 取締役[1][2]。
- 2017年6月 札幌テレビ放送 取締役報道局長[1][2]。
- 2017年7月 札幌テレビ放送 取締役報道局長解説委員室長[1][2]。
- 2019年6月 CS日本 代表取締役副社長。
- 2020年6月 CS日本 代表取締役社長。
- 2022年6月 衛星放送協会 副会長。
- 2023年6月 テレビ新潟放送網 代表取締役社長[3]。

## 親族・血族
父方
- 父：正力亨
- 祖父：正力松太郎
  - 叔母婿：小林與三次
  - 叔母婿：関根長三郎
    - 従兄：関根達雄

  - 半叔父：正力武

母方
- 母：正力峰子（梅溪峯子）
- 祖父：梅溪通虎
  - 叔母：池坊保子
    - 叔母婿：池坊専永
    - 従妹：四代目池坊専好（池坊由紀）
    - 従妹：池坊美佳
- 曽祖父（三世祖父）：仙石政敬
- 十八世祖父：崇光天皇
- 高祖父（四世祖父）：久邇宮朝彦親王
- 高祖母（四世祖母）：泉萬喜子
  - 曽祖伯父（5親等）：久邇宮邦彦王
  - 従伯祖母（6親等）：香淳皇后（昭和天皇の皇后）
  - 再従伯父（7親等）：上皇明仁（平成の天皇）
  - 三従兄（8親等）：天皇徳仁（令和の天皇）
  - 三従弟（8親等）：秋篠宮文仁親王（皇嗣）